# 瓜达莫尔
瓜达莫尔是巴西米纳斯吉拉斯州的一个市镇。总面积2065.595平方公里，总人口6577人，人口密度3.2人/平方公里。